# Calvin Lockhart
Calvin Lockhart, nato Bert McClossy Cooper (Nassau, 18 ottobre 1934 – Nassau, 29 marzo 2007), è stato un attore bahamense naturalizzato statunitense.

## Filmografia parziale
- Venere creola, regia di Lorenzo Ricciardi (1961)
- Buio oltre il sole (The Mercenaries), regia di Jack Cardiff (1968)
- Sull'orlo della paura (A Dandy in Aspic), regia di Anthony Mann e Laurence Harvey (1968)
- Joanna, regia di Michael Sarne (1968)
- ...solo quando rido (Only When I Larf), regia di Basil Dearden (1968)
- Sale e pepe: super spie hippy (Salt and Pepper), regia di Richard Donner (1968)
- Arrest! (Nobody Runs Forever), regia di Ralph Thomas (1968)
- Leone l'ultimo (Leo the Last), regia di John Boorman (1970)
- Pupe calde e mafia nera (Cotton Comes to Harlem), regia di Ossie Davis (1970)
- Il caso Myra Breckinridge (Myra Breckinridge), regia di Michael Sarne (1970)
- Melinda, regia di Hugh A. Robertson (1972)
- Contratto carnale, regia di Giorgio Bontempi (1973)
- La notte del licantropo (The Beast Must Die), regia di Paul Annett (1974)
- Uptown Saturday Night, regia di Sidney Poitier (1974)
- Let's Do It Again, regia di Sidney Poitier (1975)
- Baltimore Bullet, regia di Robert Ellis Miller (1980)
- Il principe cerca moglie (Coming to America), regia di John Landis (1988)
- Cuore selvaggio (Wild at Heart), regia di David Lynch (1990)
- Predator 2, regia di Stephen Hopkins (1990)
- Fuoco cammina con me (Twin Peaks: Fire Walk with Me), regia di David Lynch (1992)
- Rain, regia di Maria Govan (2008)

## Doppiatori italiani
Nelle versioni in italiano delle opere in cui ha recitato, Calvin Lockhart è stato doppiato da:
- Cesare Barbetti in Leone l'ultimo, Pupe calde e mafia nera
- Pino Locchi in Venere creola
- Rino Bolognesi in Arrest!
- Paolo Poiret in Starsky & Hutch
- Luciano Roffi ne Il principe cerca moglie
- Angelo Nicotra in Predator 2